# Stelios Constantas
Stylianos Constantas, más conocido como Stelios Constantas (en griego: Στέλιος Κωνσταντάς; Lárnaca), es un cantante chipriota. Él es mayormente conocido por haber participado en dos finales nacionales chipriotas para representar a dicho país en el Festival de la Canción de Eurovisión, obteniendo el 2.º lugar en 1997 con "I grammitis ntropi", y en 1999, el 4.º puesto con "Methysmeno feggari". En 2003, Stelios logró representar a la isla en el Festival de Eurovisión, con la canción "Feeling alive", que finalizó en el 20.º puesto con 15 puntos (12 puntos de Grecia, 2 de Malta y 1 de Israel).
Tiempo más tarde, Constantas lanzó un álbum de estudio y un sencillo bajo el sello V2 Records.